# Miss Pérou
Miss Pérou est un concours de beauté féminine, destiné aux jeunes femmes habitantes et de nationalité péruvienne.
La sélection permet de représenter le pays au concours de Miss Univers.

## Lauréates
En gras les lauréates aux concours de Miss Univers ou Miss Monde.

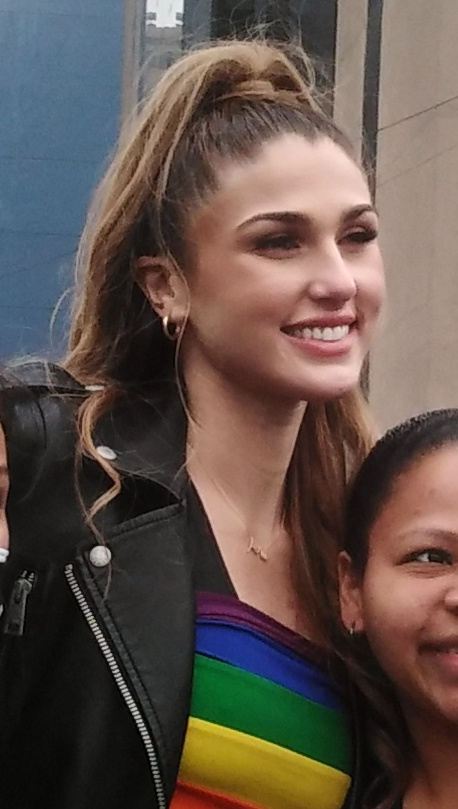
Alessia Rovegno, Miss Pérou 2022.

| Année | Miss Univers                   | Miss Monde              |
| ----- | ------------------------------ | ----------------------- |
| 1952  | Ada Gabriela Bueno             |                         |
| 1953  | Mary Ann Sarmiento             |                         |
| 1954  | Isabella León Velarde          |                         |
| 1956  | Lola Sabogal                   |                         |
| 1957  | Gladys Zender                  |                         |
| 1958  | Beatriz Boluarte               |                         |
| 1959  | Guadalupe Mariátegui Hawkins   | María Rossel            |
| 1960  | Medallit Gallino Rey           | Maricruz Gómez          |
| 1961  | Carmella Stein Bedoya          | Norma González          |
| 1962  | Silvia Dedeking                | Rosa Isabel Raschio     |
| 1963  | Dora Toledano                  | Lucia Buonanni          |
| 1964  | Miluska Vondrak Steel          | Gladys Gonzalez         |
| 1965  | Frieda Holler                  | Lourdes Cárdenas        |
| 1966  | Madeline Hartog-Bel            |                         |
| 1967  | Mirtha Calvo Sommaruga         | Madeline Hartog-Bel     |
| 1968  | María Esther Brambilla         | Ana Rosa Berminzon      |
| 1969  | Maria Julia Mantilla Meyer     |                         |
| 1970  | Cristina Málaga                |                         |
| 1971  | Magnolia Martínez              |                         |
| 1972  | Carmen Amelia Ampuero          |                         |
| 1973  |                                | Mary Núñez              |
| 1975  | Olga Berninzon                 | Mary Orfanides          |
| 1976  | Rocío Lazcano                  | Rocío Lazcano           |
| 1977  | María Isabel Frías             | María Isabel Frías      |
| 1978  | Olga Zumarán                   | Karen Noeth             |
| 1979  | Jacqueline Brahms              | Lucía Perez Godoy       |
| 1980  | Mariailce Ramis                | Silvia Vega             |
| 1981  | Gladys Silva                   | Olga Zumarán            |
| 1982  | María Francesca Zaza Reinoso   | Cynthia Piedra          |
| 1983  | Vivien Griffiths               | Lisbet Alcázar          |
| 1984  | Fiorella Ferrari               | Gloria Loayza-Guerra    |
| 1985  | María Gracia Galleno           | Carmen del Rosario Muro |
| 1986  | Karin Lindermann Garcia        | Patricia Kuypers        |
| 1987  | Jessica Newton                 | Suzette Woodman         |
| 1988  | Katia Escudero Lozano          | Martha Kaik             |
| 1989  | Mariana Sovero                 | Maritza Zorrilla        |
| 1990  | Marisol Martínez               | Gisselle Martínez       |
| 1991  | Eliana Daphne Martínez Márquez |                         |
| 1992  | Aline Arce                     | Ingrid Yrribaren        |
| 1993  | Deborah de Souza Peixoto       | Mónika Sáez             |
| 1994  | Karina Calmet                  | Marcia Pérez            |
| 1995  | Paola Deleppiani               | Paola Dellepiane        |
| 1996  | Natali Sacco                   | Mónica Chacón           |
| 1997  | Claudia María Dopf Scansi      | Claudia Luque           |
| 1998  | Karim Bernal                   | Mariana Larrabure       |
| 1999  | Fabiola Lazzo                  | Wendy Monteverde        |
| 2000  | Veronica Rueckner              | Tatiana Angulo          |
| 2001  | Viviana Rivasplata             | Viviana Rivasplata      |
| 2002  | Adriana Zubiate                | Marina Mora             |
| 2003  | Claudia Ortiz de Zevallos      | Claudia Hernández Oré   |
| 2004  | Liesel Holler                  | María Julia Mantilla    |
| 2005  | Débora Sulca                   | Fiorella Castellano     |
| 2006  | Fiorella Viñas                 | Silvia Cornejo          |
| 2007  | Jimena Elías Roca              | Cynthia Calderón        |
| 2008  | Karol Castillo                 | Annmarie Dehainaut      |
| 2009  | Karen Schwarz                  | Claudia Carrasco        |
| 2010  | Giuliana Zevallos              | Alexandra Liao          |
| 2011  | Natalie Vértiz                 | Odilia García           |
| 2012  | Nicole Faverón                 | Giuliana Zevallos       |
| 2013  | Cindy Mejía                    | Elba Fahsbender         |
| 2014  | Jimena Espinoza                | Sofía Rivera            |
| 2015  | Laura Spoya                    | Karla Chocano           |
| 2016  | Valeria Piazza                 | Pierina Wong            |
| 2017  | Prissila Howard                | Pamela Sánchez          |
| 2018  | Romina Lozano                  | Clarisse Uribe          |
| 2019  | Kelin Rivera                   | Angela Escudero         |
| 2020  | Janick Maceta                  |                         |
| 2021  | Yely Rivera                    | Paula Montes            |
| 2022  | Alessia Rovegno                |                         |
| 2023  | Camila Escribens               | Lucía Arellano          |
| 2024  | Tatiana Calmell                |                         |
| 2025  | Karla Bacigalupo               | Staisy Huamansisa       |